# شهرستان هوانان
شهرستان هوانان (به چینی: 桦南县) یک شهرستان در استان هئی‌لونگ‌جیانگ چین است که در تابعیت شهر جیاموسی قرار دارد.

## تقسیمات اداری
شهرستان هوانان به ۷ شهرک و ۵ قصبه تابعه تقسیم شده است. سه «میدان» هم‌سطح قصبه نیز تابع این شهرستان می‌باشند، مانند نواحی اداری مزارع و مراتع.
- شهرک تولونگ‌شان (土龙山镇، Tǔlóngshān zhèn)
- شهرک توویاوزی (驼腰子镇، Tuóyāozǐ zhèn)
- شهرک شی‌تووهه‌زی (石头河子镇، Shítouhézǐ zhèn)
- شهرک لیوماوهه (柳毛河镇، Liǔmáohé zhèn)
- شهرک منگ‌جیاگانگ (土龙山镇، Mèngjiāgǎng zhèn)
- شهرک هوانان (桦南镇، Huànán zhèn)
- شهرک یان‌جیا (闫家镇، Yánjiā zhèn)

- قصبه جین‌شا (金沙乡، Jīnshā xiāng)
- قصبه دابالانگ (大八浪乡، Dàbālàng xiāng)
- قصبه لی‌شو (梨树乡، Líshù xiāng)
- قصبه مینگ‌یی (明义乡، Míngyì xiāng)
- قصبه ووداوگانگ (五道岗乡، Wǔdàogǎng xiāng)

- اداره جنگل‌داری هوانان (桦南林业局، Huànán línyè jú)
- میدان زادآوری دام هوانان (桦南种畜场، Huànán zhǒngchùchǎng)
- میدان زراعتی شوگوانگ (曙光农场، Shǔguāng nóngchǎng)